# Robotická chirurgie

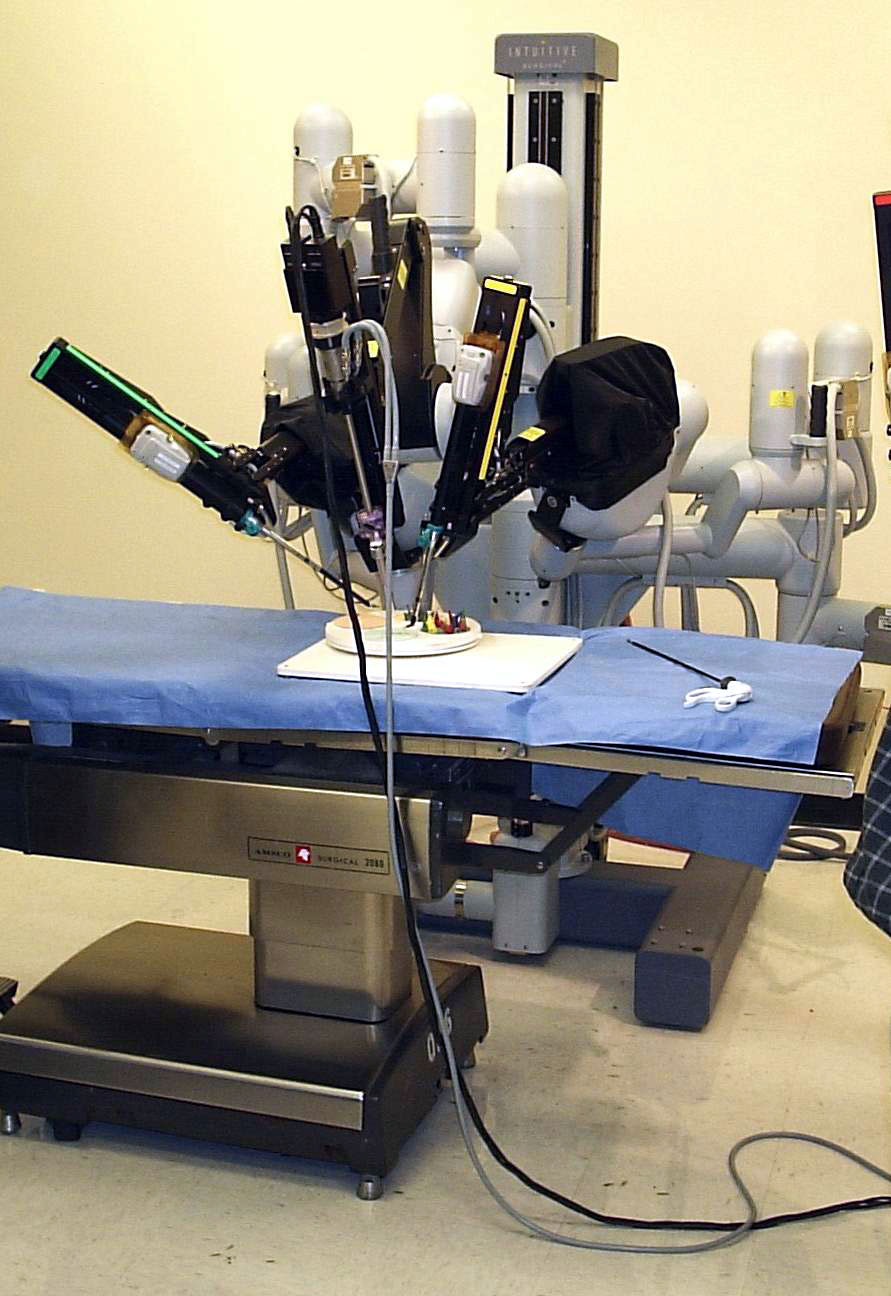
Robotický pomocník pro prostatektomie, operace srdečních chlopní a gynekologické chirurgické zákroky

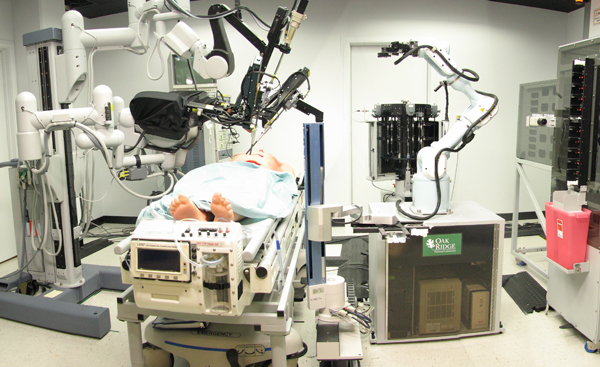
Chirurgický robot typu Da Vinci

Robotická chirurgie je odvětví chirurgie, ve kterém chirurgovi při operaci pomáhá robot, kterého operatér řídí přes počítač nebo joystick.

## SystémDa Vinci
Jedná se o jeden z druhů operačního systému. Robot systému Da Vinci se skládá z tzv. operační konzoly, v podobě čtyřramenného operačního systému, přístrojové věže a tzv. ovládací konzoly. Je to jeden z pokroků rozvoje minimálně invazivních metod.

## Technika
Vysoká úroveň technického řešení robota umožnila lékaři provádět operaci ze vzdáleného místa, bez kontaktu s tělem pacienta. Chirurg provádí operaci v sedě u ovládacího přístroje, kde drží velmi citlivé joysticky, pomocí nichž ovládá pohyb tří robotických ramen s nástroji, vykonávajících samotnou operaci a jednoho kamerového ramena. Přístroj mu také zobrazuje trojrozměrný zvětšený obraz operované oblasti.

## Výhody
Nespornou výhodou robotické chirurgie je, že lékař provádějící zákrok nemusí stát několik hodin v nepohodlné poloze, ale může v klidu sedět před ovládací konzolí mimo stresové prostředí.
Další výhodou jsou jistě robotická ramena provádějící operaci. Tato ramena jsou podporována výkonným počítačem, a proto je jejich pohyb, řízený operatérem, velice přesný a bezpečný. Je zde tedy odstraněno riziko třesu rukou. Chirurg provádějící operaci, má místo svých dvou rukou k dispozici tři ramena s různými operatérskými nástroji, které mají průměr od 5 mm do 8 mm a jsou mimořádně pohyblivé.
Mezi další výhody určitě patří skutečnost, že v případě operace prováděné za pomoci robotického chirurga je doba rekonvalescence mnohem kratší, než při laparoskopických nebo klasických zákrocích.

## Nevýhody
Největší nevýhodou chirurgického robota je jeho cena. Ta se totiž pohybuje okolo 45 milionů Kč za celý robotický systém. Jednotlivé nástroje, které robot využívá, stojí každý cca 110 000 Kč. Další nevýhodou je limitované operační pole robota.

## Robotická chirurgie v České republice
Tabulka srovnání počtu robotických chirurgů v jednotlivých zemích. (Belgie, Švýcarsko, Švédsko, Česko)
|      | Belgie | Švýcarsko | Švédsko | Česko |
| ---- | ------ | --------- | ------- | ----- |
| 2008 | 21     | 12        | 10      | 7     |
| 2009 | 23     | 13        | 12      | 9     |
| 2010 | 24     | 14        | 13      | 9     |